# M-Project
M-Project est un producteur et disc-jockey japonais. Principalement axé musique makina, il est localement reconnu pour avoir majoritairement contribué à la popularisation et à l'importation du genre au Japon grâce à ses nombreuses compositions et à la série de compilations Underground Makina Connectionz. Dans une entrevue effectuée avec le label MakinaForce, M-Project s'autoproclame le tout premier producteur japonais de makina. Il est également l'un des compositeurs à avoir contribué à la série des jeux d'arcade Beatmania, distribués par Konami,. Il est également reconnu dans le J-core, un style de techno hardcore japonais, et depuis 2014, dans le sous-genre powerstomp.
Artiste indépendant, M-Project est l'auteur et dirigeant de quelques petits labels indépendants exposant une partie de ses productions et albums incluant Holocron Music, Mob Squad Tokyo, Terraform Music, et Burning Chrome Records (regroupant la désormais internationalement reconnue série de compilations Underground Makina Connectionz). Il est également noté pour ses apparitions sur scène portant « une paire de collants rouges sur la tête, un masque de sécurité et des lunettes à la Kanye West. »

## Biographie

### Débuts
M-Project, à l'origine inspiré par la musique électronique européenne, fait, pour la première fois, la découverte de la makina espagnole au début des années 2000,. Il acquiert initialement l'album Professional DJ’s Volumen 2 puis un 45 tours de Bio-Technology – Guitar Spell (Remix) ; la chanson Tekno Women l'inspire originellement à se lancer dans la production de makina.
Au fil des années, il contribue à la popularisation de la makina dans son environnement, et collabore avec d'autres artistes locaux tels que M1dy et DJ Sharpnel. La première vague makina au Japon se déroule en 2001 et le genre se popularise rapidement avec des ventes juteuses de titres comme Melodies of Passion II de Metal One (vendu à plus de 200 exemplaires) et Herz and Herz de Piramide (vendu à plus de 300 exemplaires). M-Project mixe également dans de nombreuses conventions animes américains et parvient à gagner en notoriété à Chicago, dans l'Illinois, en 2007. Le 26 mai 2008, M-Project fait paraître un EP au label notoire Bit Music et apparait, le même mois, pour la première fois dans un album officiel européen intitulé 200% Makina 2008. La même année, en 2008, il fait paraître le premier volet de la compilation à succès Underground Makina Connectionz,. Depuis 2008, ses compositions sont présentées dans les jeux d'arcade comme notamment Beatmania IIDX 16 EMPRESS, Beatmania IIDX 17 SIRIUS, Jubeat en 2009, et Beatmania IIDX 18 Resort Anthem en 2010,.

### Années 2010
En 2010, M-Project participe au festival Hardcore Synergy, aux côtés d'autres disc-jockeys tels que JAKAZiD et REDALiCE. Le 5 août 2013, M-Project fait paraître un nouvel album intitulé Blood, Sweat and Makina au label Terraform Music. Toujours en 2013, il participe à l'album Prismatic Sounds du compositeur 3R2. En 2014, il signe au label Lethal Theory et se lance dans un sous-genre du UK hardcore appelé powerstomp.

## Influences
M-Project se dit inspiré des chansons makina produites par Bit Music, un label discographique espagnol servant dans la publication de chansons qu'il considère comme « du bon son » et qui « aident à chasser la mauvaise humeur. » Il se dit également inspiré par des producteurs et disc-jockey comme DJ Pildo, Konik, DJ Skudero, Xavi Metralla, et Ruboy, entre autres. 